# Cybister basilewskyi
Cybister basilewskyi är en skalbaggsart som beskrevs av Guignot 1950. Cybister basilewskyi ingår i släktet Cybister och familjen dykare. Inga underarter finns listade i Catalogue of Life.